# Pak-Mun-Staudamm
Der Pak-Mun-Staudamm ist ein 1994 bzw. 1993 errichtetes Bauwerk im Amphoe von Ubon Ratchathani, Thailand. Er staut den Mae Nam Mun und ist 17 Meter breit und 300 Meter lang. 5,5 Kilometer östlich befindet sich der Mekong.
Bauherr und Betreiber ist die Electricity Generating Authority of Thailand (EGAT). Der Staudamm wird zur Gewinnung von elektrischer Energie genutzt. Das Wasserkraftwerk produziert jährlich 290 GWh mit vier Generatoren, insgesamt bis zu 136 Megawatt gleichzeitig. Die Kosten betrugen 24 Mio. US-Dollar. Die Finanzierung erfolgte durch die Weltbank.